# Neopontella typica
Neopontella typica is een eenoogkreeftjessoort uit de familie van de Parapontellidae. De wetenschappelijke naam van de soort is voor het eerst geldig gepubliceerd in 1909 door Scott A..